# Erika Thijs
Erika Arnoldine Cornelia Thijs, née le 16 mai 1960 à Hasselt, et décédée[Où ?] le 4 août 2011, est une femme politique belge flamande, membre de CD&V.
Elle est diplômée en études supérieures de pédagogie et fut institutrice.

## Carrière politique
- 1988-     : conseillère communale à Bilzen
- 1990-1995 : secrétaire nationale des CVP-Jongeren
- 1991-1995 : conseillère provinciale de la province de Limbourg
- 1995-2006 : sénatrice élue directe
  - présidente de l’ Association of West-European Parliamentarians for Africa (AWEPA) (depuis 99)
  - vice-présidente du groupe CD&V
- 2003-     : directrice de Beweging en Vorming du CD&V
- 2006-     : députée de la province de Limbourg